# Сан-Бріссуш
Сан-Бріссуш (порт. São Brissos; МФА: [ˈsɐ̃w ˈbɾi.suʃ]) — парафія в Португалії, у муніципалітеті Бежа. Розташована в південній частині країни, на теренах історичної португальської провінції Алентежу. Входить до складу округу Бежа. За адміністративним поділом, чинним до 1976 року, терени парафії були складовою провінції Нижнє Алентежу. Належить до Безької діоцезії Католицької церкви. Патрон — святий Бріссос. Площа — 51,6418 км². Населення — 108 ос. (2011). Слабо урбанізований регіон. Густота населення — 2,09 осіб/км²
. Код — 020514.

## Населення
| Кількість мешканців | Кількість мешканців | Кількість мешканців | Кількість мешканців | Кількість мешканців | Кількість мешканців | Кількість мешканців | Кількість мешканців | Кількість мешканців | Кількість мешканців | Кількість мешканців | Кількість мешканців | Кількість мешканців | Кількість мешканців | Кількість мешканців |
| ------------------- | ------------------- | ------------------- | ------------------- | ------------------- | ------------------- | ------------------- | ------------------- | ------------------- | ------------------- | ------------------- | ------------------- | ------------------- | ------------------- | ------------------- |
| 1864                | 1878                | 1890                | 1900                | 1911                | 1920                | 1930                | 1940                | 1950                | 1960                | 1970                | 1981                | 1991                | 2001                | 2011                |
| 312                 | 333                 | 367                 | 397                 |                     |                     |                     | 424                 | 437                 | 374                 | 234                 | 160                 | 136                 | 101                 | 108                 |